# Ardvreck Group
Die Ardvreck Group ist eine geologische Gruppe des Hebriden-Terrans, die während des Kambriums entlang der Nordwestküste Schottlands abgelagert wurde.

## Etymologie
Die Ardvreck Group ist nach dem Ardvreck Castle am Loch Assynt benannt. Ard leitet sich vom Schottisch-Gälischen àrd (hochgelegen) ab und bezieht sich auf eine Anhöhe. Vreck ist die Lenition von Manx breck, das dem Schottisch-Gälischen breac entspricht. Die Bedeutung ist gefleckt (wie eine Forelle). Ardvreck meint somit eine fleckige Hochlage.

## Geschichtliches
Die Ardvreck Group ist jetzt schon seit über 200 Jahren bekannt (sie wurde aber damals noch nicht so bezeichnet) und wurde bereits in den Jahren 1814 und 1819 von J. A. McCulloch beschrieben. Auch Roderick Murchison hatte sie 1859 bearbeitet. Auf Murchison folgte Charles Lapworth im Jahre 1883. Einen bedeutenden Bericht erstellten 1884 Ben Peach und John Horne und schließlich erschien die herausragende Arbeit von Ben Peach und Kollegen im Jahr 1907, mit der endlich die Northwest-Highlands-Kontroverse zur Ruhe gelegt wurde. Recht ausführliche fazielle Arbeiten jüngeren Datums stammen von Thomas McKie.
Die Ardvreck Group wurde erst im Jahr 2007 von P. A. Cawood und Kollegen aufgestellt.

## Einführung

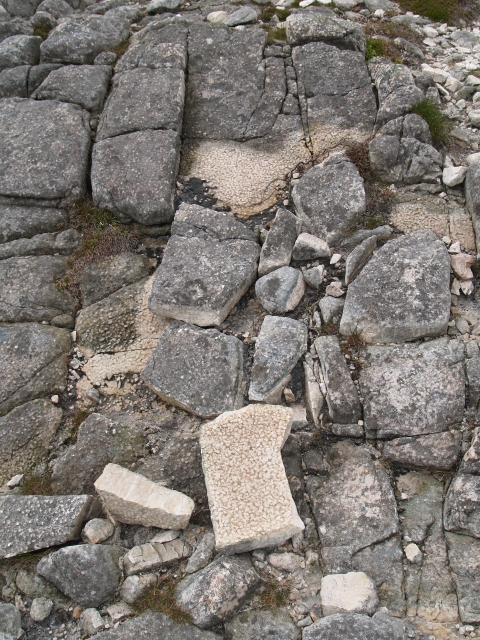
Schichtoberfläche des Pipe Rock Members der oberen Eriboll-Formation, ein Quarzarenit mit Wurmbauten von Skolithos

Die im Nordwesten Schottlands abgelagerten Formationen gehörten einst zum zusammenhängenden südöstlichen Kontinentalrand Laurentias, welcher sich vom westlichen Neufundland bis hoch in den Nordosten Grönlands zog. Das jetzige Schottland wurde erst durch die Öffnung des Atlantiks aus diesem Verband herausgetrennt.
Das Hebriden-Terran umfasst neben den namensgebenden Hebriden das Festland Nordwestschottlands westlich des Moine Thrust Belts. Es ist ein Fragment Laurentias, dessen archaische und paläoproterozoische Grundgebirgsgneise von einer mächtigen Abfolge nicht-metamorpher, rotgefärbter Arkosesandsteine und Konglomerate diskordant abgedeckt wurde. Diese meso- bis neoproterozoischen Sedimente bilden die Sleat Group, die Stoer Group und die Torridon Group. Es handelt sich hierbei um fluviatile und lakustrine Sedimente sowie um Ablagerungen von Schwemmfächer.
Nachdem der Superkontinent Rodinia im späten Neoproterozoikum aufgebrochen war, wurden all diese Gesteine zu einem breiten und flachen Kontinentalschelf eingeebnet, welcher schließlich die kambro-ordovizische Abfolge akkommodierte. Subsidenz und Sedimentation gingen auf dem mehrere tausend Kilometer langen Kontinentalrand, der vom Südosten der USA über das maritime Kanada, Neufundland, Schottland und Svalbard bis in den Norden Grönlands reichte, kontinuierlich vonstatten. Der Subsidenzverlauf und auch die stratigraphische Abfolge zeigen im Sektor Neufundland-Schottland-Ostgrönland bemerkenswerte Übereinstimmungen.

## Geographische Verbreitung
Die Ardvreck Group ist in einem zirka 170 bis 180 Kilometer langen, jedoch sehr schmalen, nur 5 bis 10 Kilometer breiten Gürtel entlang der Nordwestküste Schottlands aufgeschlossen (eine Ausnahme bildet die Umgebung von Assynt, in der die Ausstrichsbreite bis auf rund 30 Kilometer anwächst). Die Gruppe erstreckt sich von der Isle of Skye im Süden bis zum Loch Eriboll im Norden. An ihrer Ostseite wird die Ardvreck Group von der Moine Thrust Zone begrenzt, auf der die Moine Supergroup über sie hinweggeglitten ist.

## Lithologie
Die Ardvreck Group besitzt eine Gesamtmächtigkeit von rund 250 Meter. Ihre Lithologie wird von Quarziten und Quarzareniten beherrscht, im Hangenden erscheinen dann auch dolomitische Ton- und Siltsteine sowie marine Sandsteine.

## Fossilinhalt
Neben seltenen Trilobiten, Brachiopodenschill, Crinoiden, Echinodermen, Gastropoden und Mollusken wird die Ardvreck Group eindeutig von Spurenfossilien beherrscht. Deren Hauptvertreter sind die Ichnotaxa Skolithos und Monocraterion – neben Cruziana, Rusophycus, Planolites montanus und einigen anderen. Zugegen sind auch problematische Taxa wie Salterella, Hyolites und Coleoloides.

## Stratigraphie

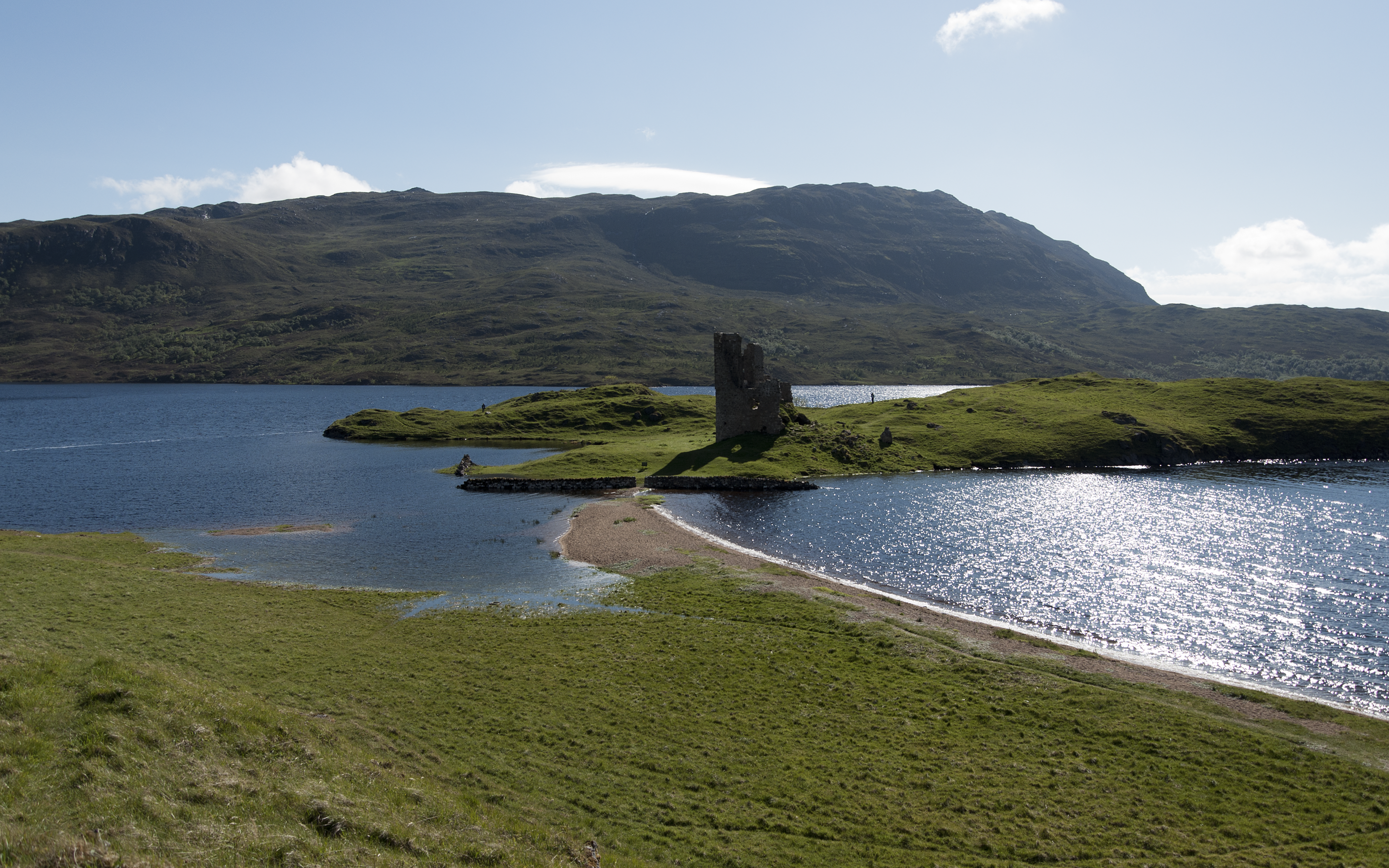
Das namensgebende Ardvreck Castle, im Hintergrund ist die geradlinige, messerscharfe Doppeldiskordanz der Ardvreck Group über Lewisian (links unten) und Torridonian (rechts mittig) zu sehen. Die Doppeldiskordanz mit der auf ihr liegenden Ardvreck Group steigt leicht von links nach rechts an.

Die Ardvreck Group wird aus zwei Formationen mit jeweils zwei Member aufgebaut (vom Hangenden zum Liegenden):
- An-t-Sròn-Formation
- Eriboll-Formation.

Die Eriboll-Formation setzt mit dem Basal Quartzite Member ein und endet mit dem Pipe Rock Member im Hangenden. Die An-t-Sròn-Formation führt im Liegenden das Fucoid Member und im Hangenden das Salterella Grit Member.
Die Gruppe liegt diskordant (manchmal auch doppelt diskordant) auf Gneisen des Lewisians oder auf Sandsteinen der Torridonian Supergroup. Sie wird konkordant von der Ghrudaidh-Formation der Durness Group überlagert.

### Eriboll-Formation

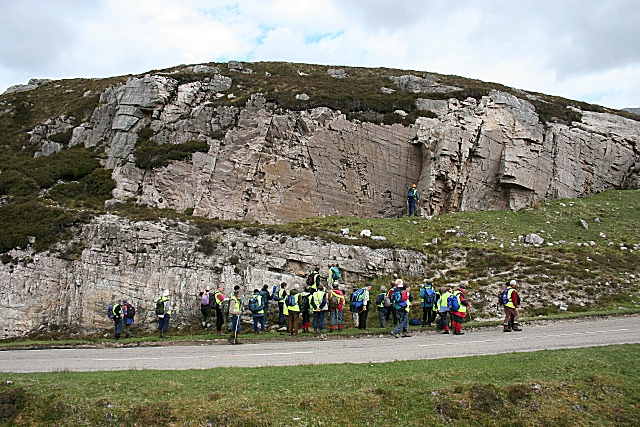
Aufschluss der Ardvreck Group am Nordufer des Loch Assynt

Die Eriboll-Formation wird etwa 200 Meter mächtig.

#### Basal Quartzite Member
Der Iapetus transgredierte über das Grundgebirge (Lewisian als auch Torridonian) mit einem Basiskonglomerat hinweg. Dieses Basiskonglomerat ist gewöhnlich nur etwa 30 Zentimeter mächtig, kann aber im Norden am Loch Eriboll bis auf 3 Meter anwachsen. Darüber folgt dann der schräg geschichtete Quarzarenit des Basal Quartzite Members, welcher auch als Heterolithic Sandstone bezeichnet wird. Der heterolithische Sandstein baut sich aus drei diskontinuierlichen, insgesamt  etwa 50 Meter mächtigen Parasequenzen auf, deren Korngrößen und individuelle Mächtigkeiten ins Hangende zunehmen. Darüber legen sich etwa 20 Meter an Ban Beds, 5 Meter an Uidhe Beds und schließlich 15 Meter an Quinag Beds. Die Uidhe Beds und die Quinag Beds werden durch eine markante Trennfläche – die Bhig Surface – voneinander getrennt. Das Basal Quartzite Member wird 100 Meter mächtig.

#### Pipe Rock Member
Über dem Basal Quartzite Member folgt das knapp 100 Meter mächtige Pipe Rock Member. Es baut sich ebenfalls aus einem Quarzarenit auf, welcher von Wurmbauten des vorherrschenden Ichnotaxons Skolithos durchsetzt wird. Das Pipe Rock Member wird in ein 60 meter mächtiges Unteres und in ein 30 Meter mächtiges Oberes Member unterteilt. Im Lower Pipe Rock Member werden sodann small white pipes (kleine weiße Pfeifen), small pink pipes (kleine rosafarbene Pfeifen), large blue pipes (große blaue Pfeifen), trumpet pipes (Trompetenpfeifen) und die abschließende Lage der Skiag Beds ausgeschieden. Das Upper Pipe Rock Member besteht aus den Indian red pipes (indianerrote Pfeifen) im Liegenden, den large purple pipes (große purpurne Pfeifen) und den large white pipes (große weiße Pfeifen) im Hangenden.

### An-t-Sròn-Formation
Die An-t-Sròn-Formation erreicht nur noch eine maximale Mächtigkeit von 42 Meter.

#### Fucoid Member
Das basale Fucoid Member besteht aus dünnlagigen dolomitischen Siltsteinen, Tonsteinen, siliziklastischen Sandsteinen und einigen Schilllagen. Die Siliziklastika finden sich im Liegenden und im Hangen, die tonige Fraktion im Mittelabschnitt und im Hangenden. Die meisten Lagen sind bioturbat. Es lassen sich insgesamt acht Fazies unterscheiden.
Das Member wird zwischen 12 und 27 Meter mächtig und enthält eine recht diverse Fauna. Es korreliert mit der Bastion-Formation in Ostgrönland und mit der Forteau-Formation im Westen Neufundlands.

#### Salterella Grit Member
Das Salterella Grit Member ist zwischen 5 und 15 Meter mächtig. Die Abfolge besteht aus Ton-, Silt- und in der Hauptsache schräg geschichteten Sandsteinen. Ihre Korngrößen nehmen generell in Richtung Hangendes zu. Das Member prägen vier übergeordnete Faziesassoziationen, die ihrerseits weiter in Einzelfazies unterteilt werden können.
In örtlichen Anreicherungen enthält das Member das namensverleihende Ichnotaxon Salterella sowie Skolithos. Es dürfte mit der Hawke-Bay-Formation in Neufundland korrelieren.

## Fazielle Entwicklung
Die beiden Member der Eriboll-Formation und auch das Fucoid Member der An-t-Sròn-Formation sind transgressiver Natur. Das Salterella Grit Member ist jedoch regressiv. Im Verlauf der Ablagerung der Eriboll-Formation etablierten sich auf dem Schelf Barren mit Gezeiteneinlässen und es lagerten sich Sande im Strandbereich als auch auf dem Schelf ab. Das Fucoid Member ist eine gemischt siliziklastische/karbonatische Faziesabfolge, die auf einen zurückgehenden Energiehaushalt schließen lässt. Dennoch setzte sich die Transgression fort. Die Trendumkehr zur Regression erfolgte erst mit dem Salterella Grit Member, dessen schräg geschichtete und bioturbate Sandsteine auf Sandbänke im Offshore-Bereich hindeuten. Mit dem Beginn der Durness Group endete die siliziklastische Sedimentation und der Schelf wurde ab jetzt von Karbonaten eingedeckt.

## Alter
Die Ardvreck Group setzt mit Beginn der 3. Stufe der 2. Serie des Kambriums vor 521 Millionen Jahren ein. Sie endet vor rund 512 Millionen Jahren gegen Ende der 4. Stufe der 2. Serie. Ihre Gesamtdauer ist somit rund 9 Millionen Jahre.
Anmerkung: Kambrische Stratigraphie nach Zhu und Kollegen (2006).